# Xian autonome mongol de Hoboksar
Cette page contient des caractères spéciaux ou non latins. S’ils s’affichent mal (▯, ?, etc.), consultez la page d’aide Unicode.
Le xian autonome mongol de Hoboksar (和布克赛尔蒙古自治县 ; pinyin : Hébùkèsài'ěr měnggǔ Zìzhìxiàn ; ouïghour : قوبۇقسار موڭغۇل ئاپتونوم ناھىيىسى / Kobuksar Mongğul Aptonom Nahiyisi) est un district administratif de la région autonome du Xinjiang en Chine. Il est placé sous la juridiction de la préfecture de Tacheng.

## Démographie
La population du district était de 50 942 habitants en 1999.